# Buysscheure
Buysscheure är en kommun i departementet Nord i regionen Hauts-de-France i norra Frankrike. Kommunen ligger i kantonen Cassel som tillhör arrondissementet Dunkerque. År 2022 hade Buysscheure 580 invånare.

## Befolkningsutveckling
Antalet invånare i kommunen Buysscheure
| Referens: INSEE |